# Spear of the Romans
«Spear of the Romans» es un sencillo de la banda finlandesa de hard rock Lordi, que fue publicado el 28 de enero de 2022. Es el séptimo sencillo de la caja recopilatoria Lordiversity. El sencillo pertenece al álbum The Masterbeast From The Moon, ambientado en 1981.

## Lista de canciones
1. Spear of the Romans (5:46)

## Créditos
- Mr. Lordi (vocalista)
- Amen (guitarra)
- Hiisi (bajo)
- Mana (batería)
- Hella (piano)